# 長穂村
長穂村（ながほそん）は、山口県都濃郡にあった村。現在の周南市莇地・長穂にあたる。

## 地理
- 山岳 ： 竜文寺山
- 河川 ： 錦川

## 歴史
- 1889年（明治22年）4月1日 - 町村制の施行により、莇地村・長穂村の区域をもって発足。
- 1954年（昭和29年）12月1日 - 須々万村・中須村と合併して都濃町が発足。同日長穂村廃止。